# ماگدالنا کاتسپشاک
ماگدالنا کاتسپشاک (لهستانی: Magdalena Kacprzak؛ زادهٔ ۵ ژانویه ۱۹۷۶) بازیگر اهل لهستان است.
از فیلم‌ها یا مجموعه‌های تلویزیونی که وی در آن‌ها نقش داشته است، می‌توان به سال‌های شیرین، طایفه، جهان به روایت خانواده کیپسکی، خودِ زندگی، در خیابان سپولنی، پرستار کودک، ماگدا ام.، ع چون عشق، عشق بزرگ کوچک، رنگ‌های خوشبختی، ورای تخت جراحی، در خوشی و سختی، مزرعه، دوستان،  قانون حقیقی، گوش آقای رئیس، فرصت دوباره، تشخیص و تو خدایی اشاره نمود.